# Art Taylor
Arthur S. Taylor Jr. (6. april 1929 – 6. februar 1995) var en amerikansk jazztrommeslager. 
Taylor spillede i hardbopstil, og er en af de mest brugte session trommeslagere i 1950'erne og 1960'erne. Han har spillet med de fleste jazzmusikere, og figurerer på mange Prestige og Blue Note plader.

## Eksterne kilder og henvisninger
- Biografi mm